# Fußballclub Hansa Rostock 2003-2004
Questa voce raccoglie le informazioni riguardanti il Fußballclub Hansa Rostock nelle competizioni ufficiali della stagione 2003-2004.

## Stagione
Nella stagione 2003-2004 l'Hansa Rostock, allenato da Armin Veh e Juri Schlünz, concluse il campionato di Bundesliga al 9º posto. In Coppa di Germania l'Hansa Rostock fu eliminato al secondo turno dall'Hertha Berlino.

## Rosa
| N. |                      | Ruolo | Calciatore        |
| -- | -------------------- | ----- | ----------------- |
| 1  | Germania (bandiera)  | P     | Mathias Schober   |
| 2  | Namibia (bandiera)   | D     | Razundara Tjikuzu |
| 3  | Rep. Ceca (bandiera) | D     | Michal Kovář      |
| 4  | Ghana (bandiera)     | C     | Godfried Aduobe   |
| 5  | Danimarca (bandiera) | D     | Kim Madsen        |
| 6  | Germania (bandiera)  | C     | Ronald Maul       |
| 7  | Germania (bandiera)  | C     | René Rydlewicz    |
| 8  | Germania (bandiera)  | D     | Jochen Kientz     |
| 9  | Germania (bandiera)  | A     | Martin Max        |
| 10 | Germania (bandiera)  | C     | Thomas Meggle     |
| 11 | Svezia (bandiera)    | A     | Rade Prica        |
| 12 | Germania (bandiera)  | D     | Uwe Möhrle        |
| 13 | Germania (bandiera)  | D     | Tim Sebastian     |
| 14 | Svezia (bandiera)    | C     | Joakim Persson    |

| N. |                        | Ruolo | Calciatore         |
| -- | ---------------------- | ----- | ------------------ |
| 15 | Svezia (bandiera)      | A     | Magnus Arvidsson   |
| 16 | Germania (bandiera)    | D     | Martin Pohl        |
| 17 | Svezia (bandiera)      | C     | Marcus Lantz       |
| 18 | Nigeria (bandiera)     | D     | Gabriel Melkam     |
| 19 | Italia (bandiera)      | A     | Antonio Di Salvo   |
| 20 | Paesi Bassi (bandiera) | D     | Delano Hill        |
| 21 | Germania (bandiera)    | P     | Daniel Klewer      |
| 22 | Germania (bandiera)    | C     | Kevin Hansen       |
| 23 | Austria (bandiera)     | C     | Gerd Wimmer        |
| 25 | Germania (bandiera)    | P     | Carsten Busch      |
| 26 | Germania (bandiera)    | P     | Perry Bräutigam    |
| 27 | Danimarca (bandiera)   | C     | Thomas Rasmussen   |
| 28 | Austria (bandiera)     | C     | Gernot Plassnegger |
| 30 | Germania (bandiera)    | A     | Marco Vorbeck      |

## Organigramma societario
Area tecnica
- Allenatore: Juri Schlünz
- Allenatore in seconda: Wolfgang Funkel
- Preparatore dei portieri:
- Preparatori atletici:

## Calciomercato

### Sessione estiva
| Acquisti | Acquisti           | Acquisti         | Acquisti |
| R.       | Nome               | da               | Modalità |
| -------- | ------------------ | ---------------- | -------- |
| C        | Thomas Rasmussen   | Nordsjælland     |          |
| A        | Martin Max         | Monaco 1860      |          |
| D        | Gabriel Melkam     | Karlsruhe        |          |
| C        | Gernot Plassnegger | Waldhof Mannheim |          |
| C        | Ifet Taljević      | Hansa Rostock II |          |
| D        | Razundara Tjikuzu  | Werder Brema     |          |

| Cessioni | Cessioni                    | Cessioni         | Cessioni |
| R.       | Nome                        | da               | Modalità |
| -------- | --------------------------- | ---------------- | -------- |
| C        | Björn Brunnemann            | Energie Cottbus  |          |
| C        | Dietmar Hirsch              | Duisburg         |          |
| D        | Andreas Jakobsson           | Brøndby          |          |
| C        | Timo Lange                  | Hansa Rostock II |          |
| A        | Bachirou Salou              | SC Kapellen-Erft |          |
| A        | Marcel von Walsleben-Schied | Osnabrück        |          |
| C        | Peter Wibrån                | Öster            |          |

### Sessione invernale
| Acquisti | Acquisti   | Acquisti  | Acquisti |
| R.       | Nome       | da        | Modalità |
| -------- | ---------- | --------- | -------- |
| D        | Kim Madsen | Wolfsburg |          |

| Cessioni | Cessioni      | Cessioni | Cessioni |
| R.       | Nome          | da       | Modalità |
| -------- | ------------- | -------- | -------- |
| C        | Ifet Taljević | Chemnitz |          |

## Risultati

### Bundesliga

#### Girone di andata
| Arbitro: | Jansen |

|  |           |                  |
|  | Marcatori | 75’, 76’ Szabics |

| Arbitro: | Sippel |

|                                     |           |                   |
| Coulibaly 54’ (rig.) Bajramović 87’ | Marcatori | 11’ Prica 45’ Max |

| Arbitro: | Kinhöfer |

|                          |           |  |
| Max 18’, 56’, 66’ (rig.) | Marcatori |  |

| Arbitro: | Keßler |

|                                 |           |                          |
| Christiansen 16’, 66’ Šimák 70’ | Marcatori | 44’, 62’ Max 90’ Vorbeck |

| Arbitro: | Merk |

|  |           |                              |
|  | Marcatori | 46’ Hashemian 90’ Guðjónsson |

| Arbitro: | Fleischer |

|                         |           |         |
| Romeo 69’ Reinhardt 85’ | Marcatori | 10’ Max |

| Arbitro: | Fandel |

|                  |           |                     |
| Linke 47’ (aut.) | Marcatori | 30’ Cruz 86’ Makaay |

| Arbitro: | Kemmling |

|                                        |           |  |
| Placente 70’ Berbatov 75’ Bierofka 78’ | Marcatori |  |

| Arbitro: | Albrecht |

|                               |           |               |
| Klimowicz 31’ Baiano 39’, 67’ | Marcatori | 42’ Rydlewicz |

| Arbitro: | Meyer |

|  |           |            |
|  | Marcatori | 32’ Luizão |

| Arbitro: | Merk |

|             |           |             |
| Svěrkoš 30’ | Marcatori | 33’ Persson |

| Arbitro: | Weiner |

|                                         |           |  |
| Rydlewicz 16’ Di Salvo 22’, 33’ Max 78’ | Marcatori |  |

| Arbitro: | Schmidt |

|  |           |             |
|  | Marcatori | 52’ Tjikuzu |

| Arbitro: | Sippel |

|              |           |              |
| Max 54’, 87’ | Marcatori | 66’ Ewerthon |

| Arbitro: | Kinhöfer |

|                  |           |                                                |
| Weissenberger 3’ | Marcatori | 8’ Rydlewicz 17’ (rig.), 80’ Max 66’ Rasmussen |

| Arbitro: | Keßler |

|           |           |              |
| Prica 64’ | Marcatori | 34’ Podolski |

| Arbitro: | Fröhlich |

|                                  |           |  |
| Ailton 3’ Ismaël 76’ Lisztes 89’ | Marcatori |  |

#### Girone di ritorno
| Arbitro: | Stark |

|                      |           |  |
| Hleb 59’ Kurányi 74’ | Marcatori |  |

| Arbitro: | Gagelmann |

|                                                       |           |           |
| Di Salvo 7’ Arvidsson 76’ Plassnegger 80’ Tjikuzu 90’ | Marcatori | 64’ Sanou |

| Arbitro: | Fandel |

|           |           |               |
| Chris 40’ | Marcatori | 81’ Arvidsson |

| Arbitro: | Sippel |

|                            |           |            |
| Arvidsson 12’ Max 33’, 39’ | Marcatori | 38’ Mathis |

| Bochum 28 febbraio 2004, ore 15:30 CET 22ª giornata | Bochum | 0 – 0 referto | Hansa Rostock | Ruhrstadion (25 110 spett.)\| Arbitro: \| Weiner \| |
| Arbitro:                                            | Weiner |               |               |                                                     |

| Arbitro: | Steinborn |

|                                      |           |  |
| Melkam 5’ Arvidsson 19’ Di Salvo 79’ | Marcatori |  |

| Arbitro: | Kemmling |

|                                   |           |                                     |
| Jeremies 3’ Makaay 9’, 76’ (rig.) | Marcatori | 53’ Max 65’ Arvidsson 72’ Rasmussen |

| Arbitro: | Meyer |

|  |           |                        |
|  | Marcatori | 59’ Berbatov 75’ Babić |

| Arbitro: | Wack |

|                                 |           |                |
| Arvidsson 8’ Max 34’ Möhrle 37’ | Marcatori | 25’ Quatrocchi |

| Arbitro: | Albrecht |

|           |           |               |
| Pinto 59’ | Marcatori | 65’ Rasmussen |

| Arbitro: | Gagelmann |

|               |           |                    |
| Rydlewicz 26’ | Marcatori | 29’ Ulich 83’ Hout |

| Arbitro: | Schmidt |

|                                     |           |                           |
| Bjelica 32’ Hristov 36’ Lokvenc 75’ | Marcatori | 37’, 71’ (rig.) Rydlewicz |

| Arbitro: | Stark |

|                          |           |             |
| Tjikuzu 35’ Max 62’, 68’ | Marcatori | 10’ Asamoah |

| Arbitro: | Keßler |

|                                                 |           |         |
| Madouni 11’ Ewerthon 35’ Koller 38’ Odonkor 75’ | Marcatori | 66’ Max |

| Arbitro: | Kircher |

|                                          |           |  |
| Max 15’ Rydlewicz 48’ (rig.) Tjikuzu 82’ | Marcatori |  |

| Arbitro: | Gagelmann |

|                                                  |           |  |
| Podolski 44’ (rig.), 57’ Sinkala 55’ Lottner 90’ | Marcatori |  |

| Arbitro: | Jansen |

|                                                |           |              |
| Prica 29’ Krstajić 47’ (aut.) Lantz 74’ (rig.) | Marcatori | 37’ Krstajić |

### Coppa di Germania
| Arbitro: | Aust |

|                                      |                      |                                       |
| Guščinas Mičevski Tammen Džaka Spork | Tiri di rigore 4 – 5 | Rydlewicz Max Rasmussen Lantz Persson |

| Arbitro: | Trautmann |

|                                                 |                      |                                                   |
| Lantz 63’, 111’                                 | Marcatori            | 19’ Luizão 120’ Rafael                            |
| Rydlewicz Max Lantz Persson Tjikuzu Plassnegger | Tiri di rigore 3 – 4 | Šimunić Mladenov Schmidt Kovač Paraíba Wichniarek |

## Statistiche

### Statistiche di squadra
| Competizione      | Punti | In casa | In casa | In casa | In casa | In casa | In casa | In trasferta | In trasferta | In trasferta | In trasferta | In trasferta | In trasferta | Totale | Totale | Totale | Totale | Totale | Totale | DR |
| Competizione      | Punti | G       | V       | N       | P       | Gf      | Gs      | G            | V            | N            | P            | Gf           | Gs           | G      | V      | N      | P      | Gf     | Gs     | DR |
| ----------------- | ----- | ------- | ------- | ------- | ------- | ------- | ------- | ------------ | ------------ | ------------ | ------------ | ------------ | ------------ | ------ | ------ | ------ | ------ | ------ | ------ | -- |
| Bundesliga        | 44    | 17      | 10      | 1       | 6       | 34      | 18      | 17           | 2            | 7            | 8            | 21           | 36           | 34     | 12     | 8      | 14     | 55     | 54     | +1 |
| Coppa di Germania | -     | 1       | 0       | 1       | 0       | 2       | 2       | 1            | 0            | 1            | 0            | 0            | 0            | 2      | 0      | 2      | 0      | 2      | 2      | 0  |
| Totale            | 44    | 18      | 10      | 2       | 6       | 36      | 20      | 18           | 2            | 8            | 8            | 21           | 36           | 36     | 12     | 10     | 14     | 57     | 56     | +1 |

### Andamento in campionato
| Giornata  | 1  | 2  | 3 | 4 | 5  | 6  | 7  | 8  | 9  | 10 | 11 | 12 | 13 | 14 | 15 | 16 | 17 | 18 | 19 | 20 | 21 | 22 | 23 | 24 | 25 | 26 | 27 | 28 | 29 | 30 | 31 | 32 | 33 | 34 |
| --------- | -- | -- | - | - | -- | -- | -- | -- | -- | -- | -- | -- | -- | -- | -- | -- | -- | -- | -- | -- | -- | -- | -- | -- | -- | -- | -- | -- | -- | -- | -- | -- | -- | -- |
| Luogo     | C  | T  | C | T | C  | T  | C  | T  | T  | C  | T  | C  | T  | C  | T  | C  | T  | T  | C  | T  | C  | T  | C  | T  | C  | C  | T  | C  | T  | C  | T  | C  | T  | C  |
| Risultato | P  | N  | V | N | P  | P  | P  | P  | P  | P  | N  | V  | V  | V  | V  | N  | P  | P  | V  | N  | V  | N  | V  | N  | P  | V  | N  | P  | P  | V  | P  | V  | P  | V  |
| Posizione | 14 | 12 | 8 | 8 | 12 | 12 | 13 | 14 | 16 | 18 | 18 | 15 | 14 | 13 | 11 | 11 | 12 | 13 | 13 | 12 | 10 | 11 | 9  | 9  | 9  | 9  | 9  | 9  | 9  | 9  | 10 | 9  | 9  | 9  |

Legenda:

Luogo: C = Casa; T = Trasferta. Risultato: V = Vittoria; N = Pareggio; P = Sconfitta.

### Statistiche dei giocatori
| Giocatore      | Bundesliga | Bundesliga | Bundesliga  | Bundesliga | Coppa di Germania | Coppa di Germania | Coppa di Germania | Coppa di Germania | Totale   | Totale | Totale      | Totale     |
| Giocatore      | Presenze   | Reti       | Ammonizioni | Espulsioni | Presenze          | Reti              | Ammonizioni       | Espulsioni        | Presenze | Reti   | Ammonizioni | Espulsioni |
| -------------- | ---------- | ---------- | ----------- | ---------- | ----------------- | ----------------- | ----------------- | ----------------- | -------- | ------ | ----------- | ---------- |
| G. Aduobe      | 12         | 0          | 4           | 0          | 2                 | 0                 | 1                 | 0                 | 14       | 0      | 5           | 0          |
| M. Arvidsson   | 24         | 6          | 1           | 0          | 1                 | 0                 | 0                 | 0                 | 25       | 6      | 1           | 0          |
| P. Bräutigam   | 0          | 0          | 0           | 0          | 0                 | 0                 | 0                 | 0                 | 0        | 0      | 0           | 0          |
| C. Busch       | 0          | 0          | 0           | 0          | 0                 | 0                 | 0                 | 0                 | 0        | 0      | 0           | 0          |
| A. Di Salvo    | 21         | 4          | 4           | 0          | 1                 | 0                 | 0                 | 0                 | 22       | 4      | 4           | 0          |
| K. Hansen      | 0          | 0          | 0           | 0          | 0                 | 0                 | 0                 | 0                 | 0        | 0      | 0           | 0          |
| D. Hill        | 33         | 0          | 5           | 0          | 2                 | 0                 | 1                 | 0                 | 35       | 0      | 6           | 0          |
| J. Kientz      | 9          | 0          | 4           | 0          | 1                 | 0                 | 0                 | 0                 | 10       | 0      | 4           | 0          |
| D. Klewer      | 2          | 0          | 0           | 0          | 0                 | 0                 | 0                 | 0                 | 2        | 0      | 0           | 0          |
| M. Kovář       | 3          | 0          | 0           | 0          | 0                 | 0                 | 0                 | 0                 | 3        | 0      | 0           | 0          |
| M. Lantz       | 33         | 1          | 9           | 0          | 2                 | 2                 | 1                 | 0                 | 35       | 3      | 10          | 0          |
| K. Madsen      | 13         | 0          | 1           | 1          | 0                 | 0                 | 0                 | 0                 | 13       | 0      | 1           | 1          |
| R. Maul        | 24         | 0          | 7           | 0          | 1                 | 0                 | 1                 | 0                 | 25       | 0      | 8           | 0          |
| M. Max         | 33         | 20         | 7           | 0          | 2                 | 0                 | 0                 | 0                 | 35       | 20     | 7           | 0          |
| T. Meggle      | 10         | 0          | 0           | 0          | 0                 | 0                 | 0                 | 0                 | 10       | 0      | 0           | 0          |
| G. Melkam      | 18         | 1          | 2           | 0          | 2                 | 0                 | 0                 | 0                 | 20       | 1      | 2           | 0          |
| U. Möhrle      | 25         | 1          | 3           | 0          | 1                 | 0                 | 0                 | 0                 | 26       | 1      | 3           | 0          |
| J. Persson     | 28         | 1          | 3           | 0          | 2                 | 0                 | 0                 | 0                 | 30       | 1      | 3           | 0          |
| G. Plassnegger | 20         | 1          | 2           | 2          | 2                 | 0                 | 0                 | 0                 | 22       | 1      | 2           | 2          |
| M. Pohl        | 0          | 0          | 0           | 0          | 0                 | 0                 | 0                 | 0                 | 0        | 0      | 0           | 0          |
| R. Prica       | 28         | 3          | 3           | 0          | 0                 | 0                 | 0                 | 0                 | 28       | 3      | 3           | 0          |
| T. Rasmussen   | 28         | 3          | 5           | 1          | 2                 | 0                 | 1                 | 0                 | 30       | 3      | 6           | 1          |
| R. Rydlewicz   | 28         | 7          | 7           | 1          | 2                 | 0                 | 1                 | 0                 | 30       | 7      | 8           | 1          |
| M. Schober     | 33         | 0          | 3           | 0          | 2                 | 0                 | 0                 | 0                 | 35       | 0      | 3           | 0          |
| T. Sebastian   | 0          | 0          | 0           | 0          | 0                 | 0                 | 0                 | 0                 | 0        | 0      | 0           | 0          |
| R. Tjikuzu     | 34         | 4          | 3           | 0          | 2                 | 0                 | 0                 | 0                 | 36       | 4      | 3           | 0          |
| M. Vorbeck     | 5          | 1          | 0           | 0          | 1                 | 0                 | 0                 | 0                 | 6        | 1      | 0           | 0          |
| G. Wimmer      | 4          | 0          | 0           | 0          | 0                 | 0                 | 0                 | 0                 | 4        | 0      | 0           | 0          |